# Alpamayo
Vârful Alpamayo (din quechua: allpa, „pământ” și mayu , „râu”) este unul dintre cele mai înalte piscuri ale celui mai lung lanț muntos din lume, Munții Anzi. Situat în partea nordică a regiunii Ancash din Peru, Alpamayo face parte din lanțul muntos Cordillera Blanca⁠(en)[traduceți] și are o altitudine maximă de 5.947 m.